# Vita Sackville-West
Victoria Mary Sackville-West, CH, la Honorable señora Nicolson (Knole House, en Sevenoaks, Kent; 9 de marzo de 1892 - Castillo de Sissinghurst, Kent; 2 de junio de 1962), conocida como Vita Sackville-West, fue una poetisa, novelista y diseñadora de jardines inglesa. Su largo poema narrativo La Tierra ganó el Premio Hawthornden en 1927. Lo ganó una vez más en 1933 con sus Collected Poems, y hasta el momento es la única persona que ha ganado el premio dos veces. Ayudó a crear su propio jardín en Sissinghurst, Kent, que proporciona el telón de fondo al Castillo Sissinghurst. Fue famosa además por su vida aristocrática, su fuerte matrimonio y sus romances con mujeres como la novelista Virginia Woolf.

## Comienzos
Sackville-West nació en Knole House en Sevenoaks, Kent. Fue la hija de Edward Lionel Sackville-West, III barón de Sackville y su esposa Victoria Sackville-West. Bautizada con el nombre de Victoria Mary Sackville-West, fue conocida como Vita a lo largo de su vida. Era descendiente de Thomas Sackville, y nieta de una bailarina española, Josefa Durán, bailaora gitana nacida en Málaga en 1830, por la que sintió fascinación. Su retrato fue pintado por Philip de László en 1910.

## Vida personal

### Matrimonio
En 1913, Sackville-West se casó con Harold Nicolson, y se trasladó a Cospoli, Constantinopla. Ambos, Sackville-West y su marido tenían un matrimonio abierto, algo común entre los miembros del Grupo de Bloomsbury. Esto no fue impedimento para una auténtica cercanía entre Sackville-West y Nicolson, como se desprende de su correspondencia casi diaria (publicada después de su muerte por su hijo Nigel), y de una entrevista que concedió a la radio BBC después de la Segunda Guerra Mundial. Ambos se querían e incluso Nicolson renunció a su carrera diplomática en parte para poder vivir con Sackville-West en Inglaterra. Regresaron a Inglaterra en 1914 y compraron Long Barn, en Kent, que ocuparon entre 1915 y 1930 y donde trabajó su amigo el arquitecto Edwin Lutyens para ayudar a diseñar un pequeño parterre. La pareja tuvo dos hijos: Nigel, político y escritor, y Benedict, historiador de arte. En la década de 1930, la familia adquirió el Castillo de Sissinghurst, cerca de Cranbrook. Allí crearon el famoso jardín, que ahora es administrado por la National Trust, administradora de los lugares de interés histórico.

### Relación con Virginia Woolf
Sackville-West mantuvo una relación con la escritora Virginia Woolf a finales de 1920. Woolf se basa en su biografía al escribir una de sus más famosas novelas, Orlando, descrita por el hijo de Sackville-West, Nigel Nicolson, como "la más larga y encantadora carta de amor en la literatura". El final de su romance llegaría en el año 1921, cuando Vita Sackville-West tenía 29 años y Virginia Woolf 39 años.

### Otras relaciones
Uno de los primeros amores de Vita fue con su amiga de la infancia y compañera de colegio Violet Trefusis. Ambas realizaron un viaje por Francia, vestidas con ropa masculina, que su común amiga Virginia Woolf reflejaría de forma novelizada en su obra Orlando. El romance finalizó en 1921, pero siguieron siendo amigas hasta su muerte
Vita Sackville-West también tuvo un apasionado romance con Hilda Matheson, directiva de la BBC, entre 1929 y 1931. En 1931 Sackville-West tuvo un romance con la periodista Evelyn Irons. También tuvo un romance con su cuñada Gwen St Aubyn y con Mary Garman, luego casada con el poeta sudafricano Roy Campbell.

## Obra literaria
The Edwardians (1930) y All Passion Spent (1931) son quizá sus novelas más conocidas hoy en día. En la última, la anciana Lady Slane se enfrenta a los convencionalismos para vivir una vida en libertad. Esta novela fue fielmente dramatizada por la BBC en 1986, protagonizada por Dame Wendy Hiller.

## Obras

### Poesía
- Chatterton (1909)
- A Dancing Elf (1912)
- Constantinople: Eight Poems (1915)
- Poems of West and East (1917)
- Orchard and Vineyard (1921)
- The Land (1927)
- King's Daughter (1929)
- Sissinghurst (1931)
- Invitation to Cast out Care (1931)
- Collected Poems: Volume I (1933)
- Solitude (1938)
- The Garden (1946)

### Novelas
- Heritage (1919)
- The Dragon in Shallow Waters (1921)
- The Heir (1922)
- Challenge (1923)
- Grey Wethers (1923)
- Seducers in Ecuador (1924)
- Passenger to Teheran (1926)
- The Edwardians (1930)
- All Passion Spent (1931)
- The Death of Noble Godavary and Gottfried Künstler (1932)
- Thirty Clocks Strike the Hour (1932)
- Family History (1932)
- The Dark Island (1934)
- Grand Canyon (1942)
- Devil at Westease (1947)
- The Easter Party (1953)
- No Signposts in the Sea (1961)

### Biografías y otros trabajos
- Knole and the Sackvilles (1922)
- Passenger to Teheran (1926)
- Twelve Days: an account of a journey across the Bakhtiari Mountains of South-western Persia (1927)
- Saint Joan of Arc (1936)
- Pepita (1937)
- The Eagle and The Dove (1943)
- Daughter of France: The Life of Marie Louise d'Orléans (1959)
- Sissinghurst: Vita Sackville-West and the Creation of a Garden (con Sarah Raven, 2014)